# Uitingsdelict
Een uitingsdelict is een categorie voor delicten die vanwege hun inhoud strafbaar gesteld zijn, zoals strafbare belediging, majesteitsschennis en smaad. De gemeenschappelijke deler van deze delicten is dat het een uiting betreft die door zijn inhoud strafbaar is. Volgens Janssens en Nieuwenhuis moet het begrip uiting niet te beperkt worden opgevat, het kan gaan om uitingen door middel van woord, beeld en geluid. Ook het medium waarin de uiting wordt gedaan moet ruim worden opgevat; uitingen op het internet, televisie, geschrift of bij een toespraak vallen onder het begrip. Het tweede vereiste, dat de uitingen strafbaar wegens hun inhoud zijn, moet volgens Janssens en Nieuwenhuis juist strikt uitgelegd worden; niet alle delicten waarbij uitingen een grote rol spelen behoren ook tot de uitingsdelicten. Zo vallen bijvoorbeeld afpersing en valsheid in geschrifte buiten de definitie, omdat het strafwaardige gedrag niet primair in de uiting ligt besloten. Deze delicten proberen in de eerste plaats andere belangen te beschermen. Daarnaast sluiten Janssens en Nieuwenhuis delicten uit waarbij de strafbaarheid van de gedraging niet alleen afhankelijk is van de inhoud van de uiting. Om deze reden zijn schendingen van geheimhoudingsplichten geen uitingsdelict, omdat de strafbaarheid mede afhankelijk is van het bestaan van een geheimhoudingsrelatie.

## Relatie met vrijheid van meningsuiting
Uitingsdelicten kunnen gezien worden als een strafrechtelijke beperking van de vrijheid van meningsuiting. Hierop kunnen echter uitzonderingen bestaan, bijvoorbeeld de belediging door middel van het gooien van een verfbom naar de gouden koets. De Hoge Raad overwoog dat het gooien van een verfbom, hoewel gestoeld in een bepaalde overtuiging, niet gezien kon worden als deelname aan het maatschappelijk debat en als zodanig dus niet beschermd werd door de vrijheid van meningsuiting. Daarnaast is niet elke strafbare beperking van de vrijheid van meningsuiting een uitingsdelict. Te denken valt aan de schending van het auteursrecht, wat wel als beperking van de vrijheid van meningsuiting kan worden opgevat, maar geen uitingsdelict oplevert. Aangezien uitingsdelicten een beperking van de vrijheid van meningsuiting vormen, kunnen zij niet los gezien worden van mensenrechten die de vrijheid van meningsuiting beschermen. In Europees verband is het Europees Verdrag voor de Rechten van de Mens van belang, dat in artikel 10 de vrijheid van meningsuiting beschermd.

## Relatie met drukpersdelicten
Er bestaat enige overlap tussen drukpersdelicten en uitingsdelicten. De eerste categorie is echter op enkele punten beperkter dan de laatste categorie. In de eerste plaats moet een drukpersdelict door middel via een bepaald medium worden gedaan, bijvoorbeeld drukpers of internet. Ten tweede gaat het bij drukpersdelicten om openbare delicten, terwijl uitingsdelicten ook niet-openbare misdrijven beslaan. Daarnaast zien drukpersdelicten niet op de verspreiding van (strafbare) uitingen, maar slechts op publicatie daarvan.

## Uitingsdelicten in Nederland
Er is in het Nederlandse Wetboek van Strafrecht geen speciale titel gewijd aan uitingsdelicten, ze staan daarom door het hele wetboek verspreid. Janssens en Nieuwenhuis rekenen de volgende delicten tot de uitingsdelicten:
- artikel 111 Sr (belediging van de Koning);
- artikel 112 Sr (belediging van de echtgenoot van de Koning);
- artikel 113 Sr (verspreiding van het delict van art. 111 of 112 Sr);
- artikel 118 Sr (belediging van het hoofd of lid van regering van een bevriende staat);
- artikel 119 Sr (verspreiding van het delict van art. 118 Sr);
- artikel 131 Sr (opruiing);
- artikel 132 Sr (verspreidingsmisdrijven m.b.t. opruiend geschrift);
- artikel 137c Sr (belediging van een groep mensen);
- artikel 137d Sr (aanzetten tot haat, discriminatie of geweld);
- artikel 137e Sr (openbaar maken, toezenden, verspreiden van de delicten in art. 137c en 137d);
- artikel 147 Sr (godslastering);[7]
- artikel 148 Sr (geschrift of afbeelding van godslastering verspreiden);[7]
- artikel 240 Sr (afbeelding of voorwerp aanstotelijk voor de eerbaarheid) (art. 240 Sr);
- artikel 240a Sr (bescherming jeugdigen beneden 16 jaar tegen afbeelding ex 240 Sr);
- artikel 240b Sr (kinderpornografie);
- artikel 261 Sr (smaad en smaadschrift);
- artikel 262 Sr (laster);
- artikel 266 Sr (eenvoudige belediging);
- artikel 267 Sr (belediging van openbaar gezag, openbare instelling, ambtenaar, bevriend staatshoofd);
- artikel 268 Sr (lasterlijke aanklacht);
- artikel 270 Sr (smaad tegen overledene);
- artikel 271 Sr (verspreiding van beledigingend geschrift);
- artikel 285 Sr (bedreiging);
- artikel 429bis Sr (smalende godslastering).[7][8]